# Andrea Deck
Andrea Deck (Grosse Pointe, 5 de febrero de 1994) es una actriz estadounidense de cine, teatro y televisión, reconocida principalmente por aportar la voz al personaje de Amanda Ripley, hija de Ellen Ripley, en el videojuego Alien: Isolation, y por su papel como la agente de la CIA Jenna Bragg en el seriado de la cadena Showtime Homeland.

## Primeros años
Deck nació el 5 de febrero de 1994 en Grosse Pointe, Míchigan. A los quince años empezó a asistir al Interlochen Center for the Arts hasta que se graduó de la Grosse Pointe South High School a los dieciocho. Más adelante se mudó a Londres, Inglaterra para estudiar en la London Academy of Music and Dramatic Art, donde se graduó como actriz profesional.

## Carrera
Debutó como actriz en el cortometraje In Love With a Nun, el cual fue exhibido en el Festival de Cannes de 2009. En 2013 fue escogida en el papel de Allie en el filme The Lovers, y como la cantante de ópera Charlotte Watson en la película The Devil's Violinist. Finalizando ese mismo año, tuvo un pequeño papel en la cinta de Ridley Scott The Counselor. Por esa época fundó junto con el actor británico Ben Cura la compañía de producción Tough Dance Ltd.
Deck aportó la voz de Amanda Ripley en el videojuego Alien: Isolation. Más tarde repitió su papel en Alien: Blackout. También protagonizó el filme Creditors de Ben Cura en el papel de la escritora Chloe Fleury. En 2015 interpretó uno de los papeles principales en la película The Ghost Writer.
En 2020 fue escogida para interpretar a la agente de la CIA Jenna Bragg en la octava temporada del seriado estadounidense Homeland, y dos años después actuó como Sandrina en All The Light We Cannot See, para la plataforma Netflix.

## Filmografía

### Como actriz
| Año  | Título                      | Papel            | Notas        |
| ---- | --------------------------- | ---------------- | ------------ |
| 2009 | In Love With a Nun          | Jill             | Cortometraje |
| 2012 | Les Misérables              | Mujer            |              |
| 2013 | The Counselor               | Vigilante        |              |
| 2013 | The Devil's Violinist       | Charlotte Watson |              |
| 2014 | Mr Selfridge                | Mabel Normand    | 1 episodio   |
| 2014 | The Lovers                  | Allie            |              |
| 2016 | Creditors                   | Chloe Fleury     |              |
| 2016 | The Crown                   | Jean Wallop      |              |
| 2017 | Instrument of War           | Anne Cline       |              |
| 2020 | Homeland                    | Jenna Bragg      |              |
| 2022 | All The Light We Cannot See | Sandrina         |              |

### Como productora
| Año  | Título    | Notas |
| ---- | --------- | ----- |
| 2016 | Creditors |       |

### Como actriz de voz
| Año  | Título                              | Papel           |
| ---- | ----------------------------------- | --------------- |
| 2013 | Strike Suit Zero                    | Grace Reynolds  |
| 2014 | Alien: Isolation                    | Amanda Ripley   |
| 2014 | Carol                               | Therese Belivet |
| 2014 | Strike Suit Zero: Director's Cut    | Grace Reynolds  |
| 2015 | SOMA                                | Sarah Lindwall  |
| 2015 | Star Wars Battlefront               |                 |
| 2016 | Alien: Out of the Shadows           | Kasyanov        |
| 2016 | Hitman                              |                 |
| 2016 | Quantum Break                       |                 |
| 2017 | Batman: Arkham VR                   | Martha Wayne    |
| 2017 | Tom Clancy's Ghost Recon: Wildlands | Nómada          |
| 2018 | A Way Out                           | Linda Caruso    |
| 2019 | Alien: Blackout                     | Amanda Ripley   |